# Ass Like That
"Ass Like That", ook wel gecensureerd tot "A** Like That", "Like That", of "Butt Like That", is een single van rapper Eminem, afkomstig van zijn album Encore. De track was de vierde en laatste single van het album en was een bescheiden succes in een aantal landen.

## Charts
| Chart                           | Hoogste positie |
| ------------------------------- | --------------- |
| Australische ARIA Single Top 50 | 10              |
| Belgische Ultratop 50           | 20              |
| Deense Single Top 40            | 6               |
| Duitse Single Top 100           | 31              |
| Engelse Single Top 75           | 4               |
| Ierse Single Top 50             | 4               |
| Nederlandse Top 40              | 29              |
| Nieuw-Zeeland Single Top 40     | 9               |
| Oostenrijkse Single Top 75      | 27              |
| VS Billboard Hot 100            | 60              |
| Zwitserse Single Top 100        | 25              |